# NXキャピタル
NXキャピタル株式会社（エヌエックスキャピタル）とは、東京都千代田区に本社を置く、NXグループの金融会社である。
2022年1月、日本通運の単独株式移転に伴う持株会社制への移行及びグループブランド「NX」の導入に伴い、日通キャピタル株式会社（にっつうキャピタル）から社名変更された。

## 主な事業
NXグループを中心とした支払企業から電子記録債権による支払事務手続を受託し、納入先企業からの依頼により期日前資金化（割引支払）を実施する各種金融サービスと、NXグループ各社の資金を一元的に調達・管理し、効率的な運営を行うグループファイナンスの2本柱で事業を展開している。
なお、もう一つの事業で柱であったロジステックスファイナンス事業は、グループ内の事業再編に伴い、2023年1月1日付で吸収分割によりグループ会社のNX商事へ承継された。